# Jocelyn Moorhouse
Jocelyn Denise Moorhouse (Melbourne, 4 de setembre de 1960) és una directora de cinema i guionista australiana. Ha dirigit pel·lícules com Proof, How to Make an American Quilt, Heretaràs la terra o La modista.
Moorhouse també ha ha produït les pel·lícules La boda de Muriel (1994) o Mental (2012), dirigides pel seu marit, P. J. Hogan.

## Vida Primerenca
Moorhouse va néixer a Melbourne, Victòria.
Al 1978 va estudiar a l'institut de Vermont, on la seva mare era professora d'art, i al qual Gillian Armstrong havia assistit uns quants anys abans. Després, Moorhouse es va matricular a l'Australian Film, Television and Radio School (AFTRS).

## Carrera
Durant els estudis al AFTRS, Moorhouse va completar el seu primer curtmetratge titulat Pavane el 1983. Es va graduar el 1984 i va començar a treballar com a escriptora de guions televisius.
Al 1988 va crear una sèrie de 12 capítols titulada c/o The Bartons per ABC Television, que estava basada en un dels seus curtmetratges, The siege of the barton's Bathroom, realitzat al AFTRS. Igualment va treballar a programes de televisió com The Flying Doctors, Out of the Blue, A Place to Call Home, o The Humpty Dumpty Man.
Moorhouse va fer el seu primer debut el 1991 amb el seu llargmetratge Proof. La idea per la pel·lícula va venir del seu interès per la ceguesa i la fotografia. Inicialment pretenia que fos un curtmetratge, però al no poder aconseguir el finançament d'un curt, va decidir convertir-lo en un llargmetratge. Va haver d'esperar cinc anys per produir-lo, amb un pressupost d'1,1 milions de dòlars. La pel·lícula va acabar requerint sis setmanes de rodatge a Melbourne durant l'hivern de 1990.
L'èxit de Proof va portar noves oportunitats a Moorhouse. El 1995 va obtenir el seu primer blockbuster de Hollywood amb la pel·lícula How to Make an American Quilt (Com Fer un Edredó americà), en la qual hi van intervenir actors com Anne Bancroft, Winona Ryder, Kate Nelligan, Dermot Mulroney, o Alfre Woodard, va rebre crítiques diverses.
El seu següent llargmetratge va ser Heretaràs la terra, al 1997. Es tracta d'una adaptació de la novel·la de Jane Smiley guanyadora d'un Premi Pulitzer. La pel·lícula va sobre la relació entre un pare i tres filles quan s'introdueix una tragèdia a les seves vides. Hi van actuar Jessica Lange, Michelle Pfeiffer, Jennifer Jason Leigh, i Jason Robards, i també va ser reconeguda per la crítica.
L'any 2012, Moorhouse va dirigir la obra Sex with strangers per la Sidney Theatre Company, la qual va rebre una bona crítica a la revista en línia Crikey.
A la seva següent pel·lícula, La Modista (2015), hi van prendre part les estrelles Kate Winslet, Judy Davis, Liam Hemsworth, i Hugo Weaving. El film es basava en la novel·la de Rosalie Ham i tracta d'una modista que retorna al poble dels seus orígens a Austràlia per tenir cura de la seva mare, mentalment inestable.

### Col·laboracions
Moorhouse va produir algunes de les pel·lícules del seu marit, El casament de Muriel (1994) i Mental (2012). També va participar al guió de la pel·lícula Amor Incondicional (2002).

## Vida personal
Moorhouse està casada amb el director de cinema P. J. Hogan. Tenen quatre fills, dos dels quals pateixen un trastorn d'autisme.
L'abril de 2019 Moorhouse va parlar al programa televisiu Història australiana de l'ABC Television sobre el desenvolupament de la seva relació i com tenir fills havia afectat les seves vides personals i professionals, inclòs el retorn a Austràlia des d'USA.
En la seva memòria autobiogràfica Unconditional love: A memoir of filmmaking and motherhood Moorhouse escriu sobre la seva carrera i la seva vida personal i familiar. Es va publicar l'abril del 2019.

## Premis i distincions
Proof, el primer llargmetratge de Moorhouse, va adquirir una aclamació crítica instantània, guanyant sis premis Australian Film Institute, inclòs el de millor guió cinematogràfic i el de millor direcció. Proof també va guanyar múltiples premis a festivals de cine internacionals: el Silver Hugo del Festival Internacional de Cinema de Chicago, el Càmera d'or amb menció especiala al Festival de Cinema de Cannes, el 2nd Place Audience a Mill Valey, el premi de bronze al Festival Internacional de Cinema de Tòquio i el premi de la crítica de la Mostra Internacional de Cinema de São Paulo. Moorhouse també va rebre el Trofeu Sutherland del British Film Institute del 1992.
Moorhouse també guanyat un premi a la millor pel·lícula de l'Australian Film Institute amb La boda de Muriel.

## Filmografia
| Year | Pel·lícula                    | Director | Productor | Escriptor | Premis |
| ---- | ----------------------------- | -------- | --------- | --------- | --- |
| 1983 | Pavane                        | x        | X         | X         | |
| 1991 | Proof                         | X        | X         | X         | - Premi AACTA a la millor direcció i al millor guió original o adaptat. Trofeu Sutherland del British Film Institute. - Premi Càmera d'or del Festival de cinema de Cannes. - Premi Silver Hugo del Festival Internacional de Cinema de Chicago. - Premi de la crítica de la Mostra Internacional de Cinema de São Paulo. - Premi de Bronze del Festival Internacional de Cinema de Tòquio. |
| 1994 | La boda de Muriel             |          |           |           | - Premi AACTA a la millor pel·lícula |
| 1995 | How to Make an American Quilt | X        |           |           | |
| 1997 | Heretaràs la terra            | X        |           |           | |
| 2002 | Unconditional Love            |          | X         | X         | |
| 2012 | Mental                        |          |           |           | |
| 2015 | La modista                    | X        | X         | X         | - Premi People's Choice a la pel·lícula australiana preferida de i el premi a la millor direcció de l'AACTA. - Premi AFCA al millor guió. - Premi de l'audiència del Festival de Cinema de Mill Valley. - Nominació a la millor direcció del Premi AFCA. - Nominació a la millor direcció del Film Critics Circle of Australia. - Nominació a la millor direcció dels Premis AACTA.         |

## Llibres
- Unconditional Love: A Memoir of Filmmaking and Motherhood (2019)[16][17]